# Desmodium incanum
Desmodium incanum är en ärtväxtart som beskrevs av Dc. Desmodium incanum ingår i släktet Desmodium och familjen ärtväxter.

## Underarter
Arten delas in i följande underarter:
- D. i. angustifolium
- D. i. incanum

## Bildgalleri

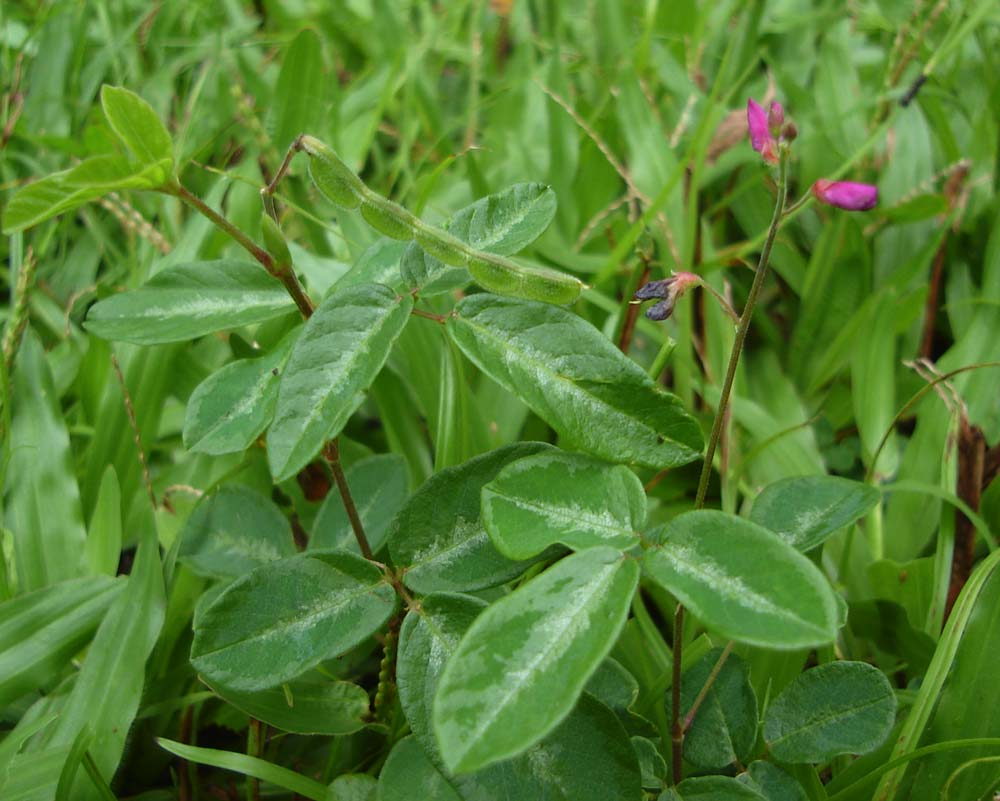
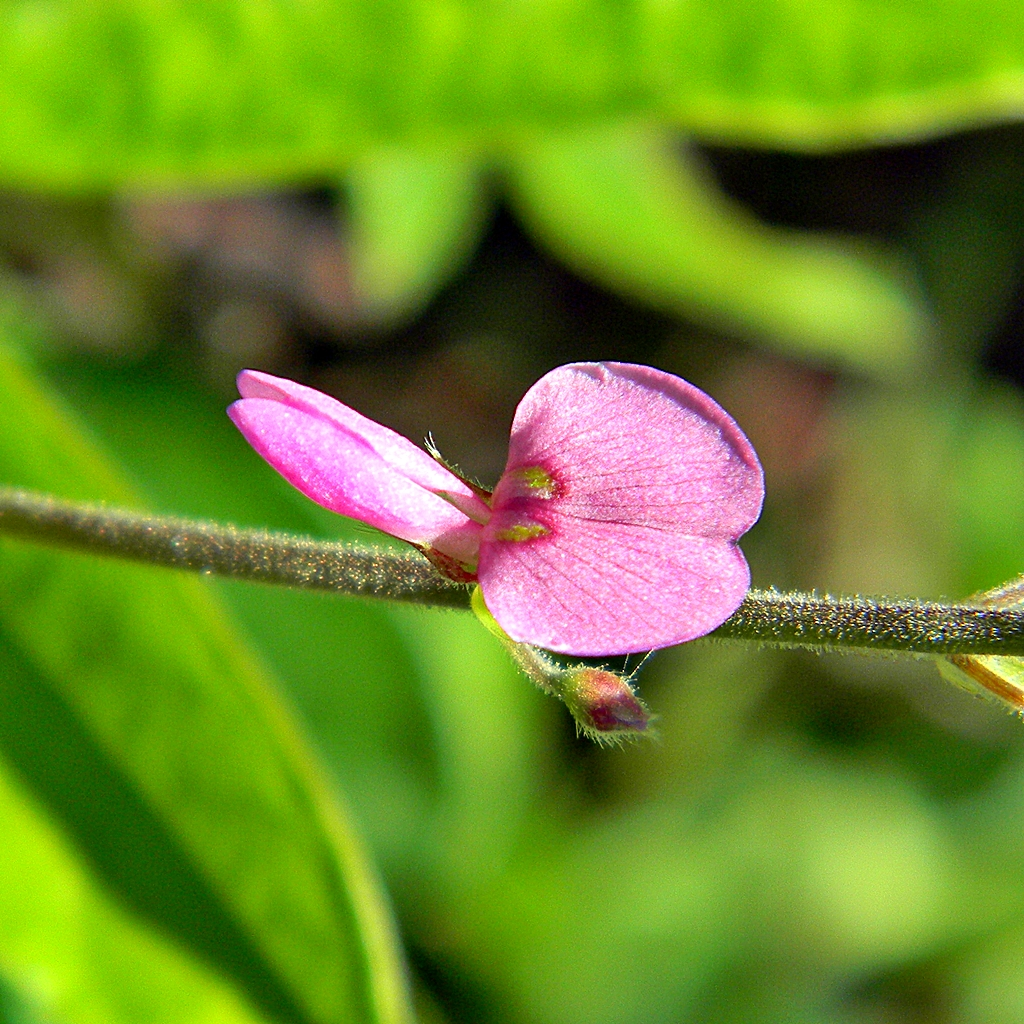
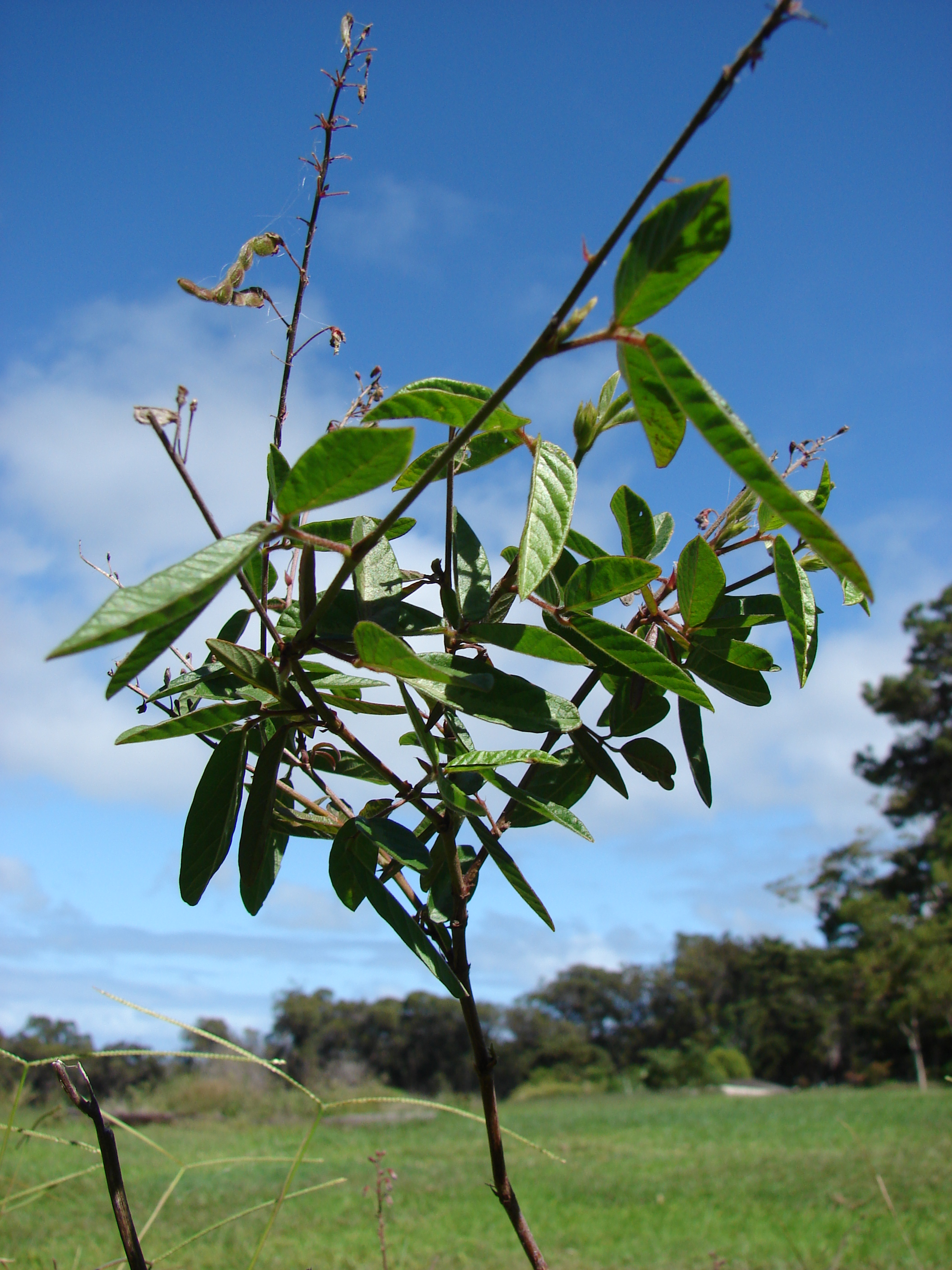
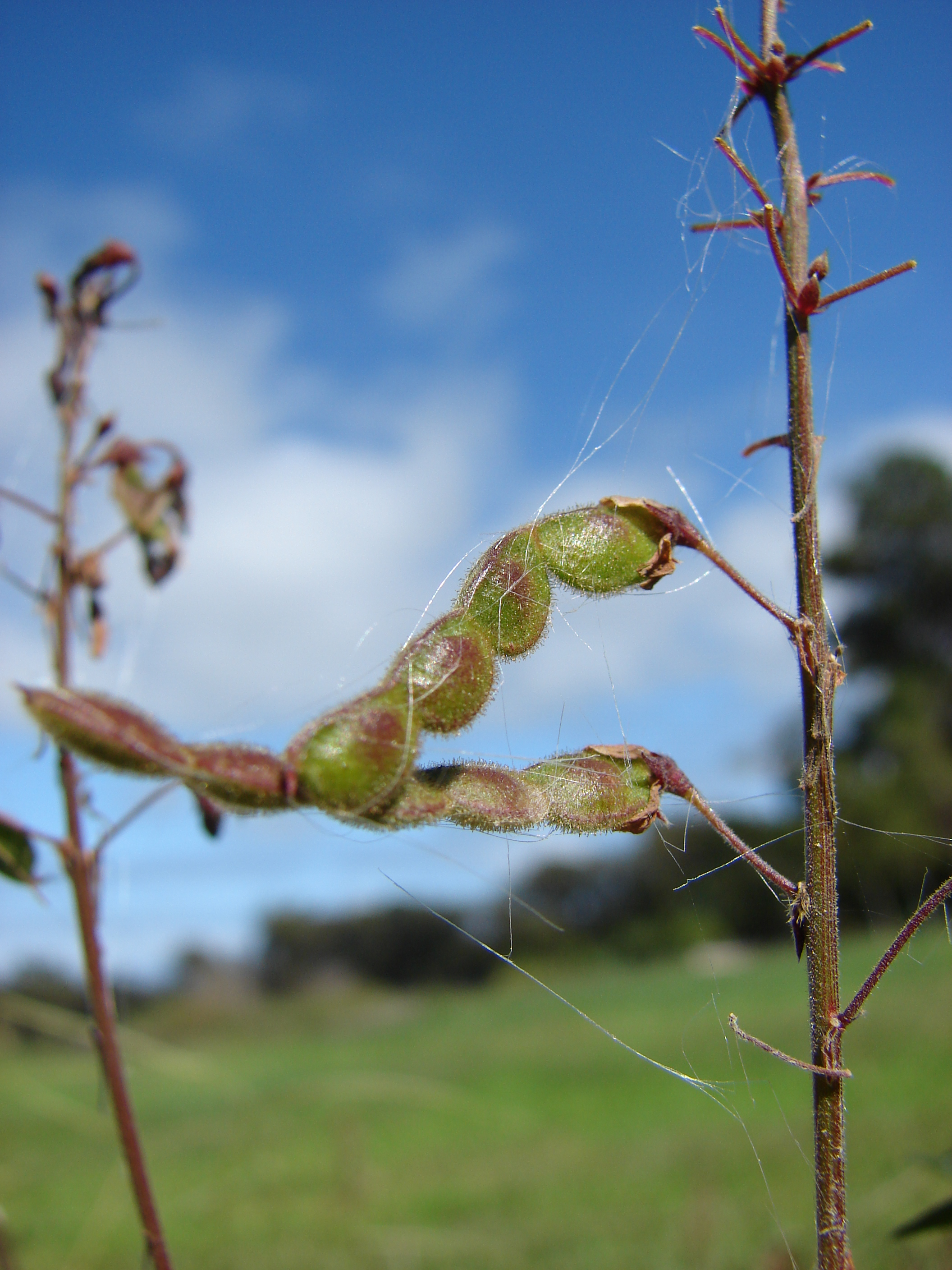
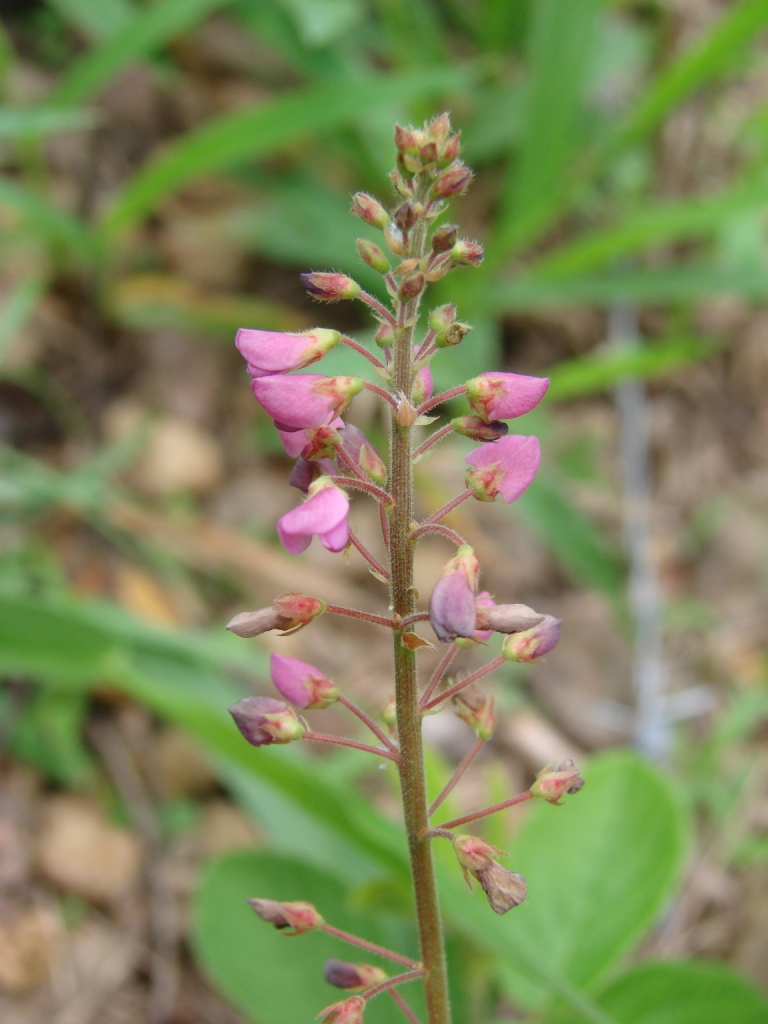
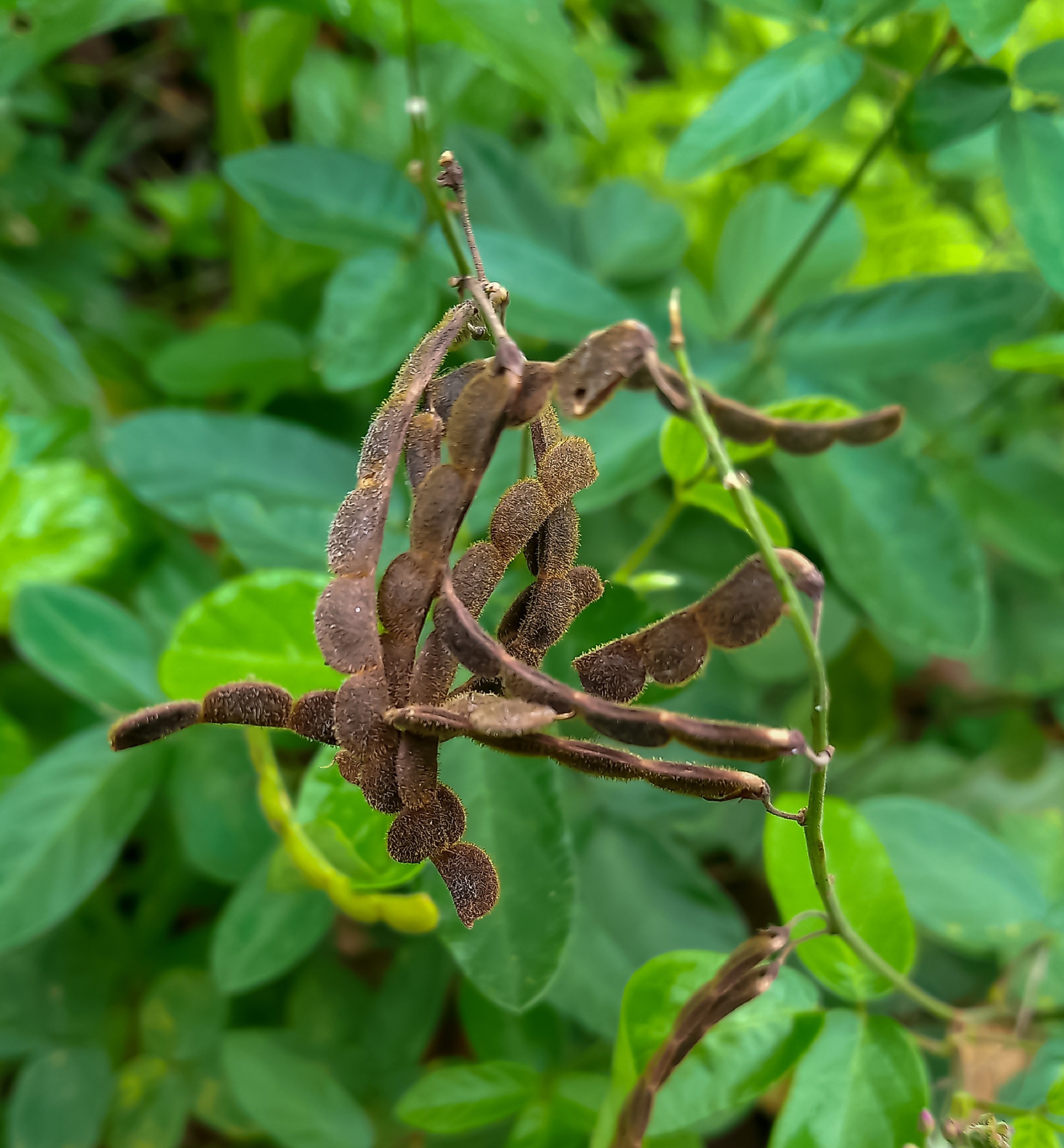